# Vamos por Movistar Plus+
Vamos por Movistar Plus+ (llegiu "Vamos") és un canal de televisió per subscripció espanyol, propietat de Telefónica. De temàtica exclusivament esportiva, està orientat a ser el canal central multiesport, de la plataforma Movistar Plus+.
A Espanya el canal està disponible en exclusiva en Movistar Plus+ en els dials 8 i 45, en alta definició per a clients de fibra i satèl·lit, i en definició estàndard per a clients de ADSL. També està disponible com a canal d'emissió lineal en el servei de vídeo sota demanda, tant per a clients de Fusió com de Movistar+ Lite.
A Andorra està disponible a SomTV en el dial 201 en alta definició. També està disponible com a canal d'emissió lineal en el servei de vídeo sota demanda.
Va iniciar les seves emissions en proves el 10 de setembre de 2018, després de la fusió de dues dels canals esportius propis de la plataforma, Movistar Deportes 1 i 2, en un sol canal denominat Movistar Deportes. L'inici de la seva programació va tenir lloc principi el 16 de setembre de 2018 a les 21.30 hores El 7 d'agost de 2019 va iniciar les seves transmissions el senyal per a horecas amb el nom de «#Vamos Bar» en substitució de Movistar Fútbol, a més dels seus senyals auxiliars (#Vamos Bar 1-2).

## Programes
| Programa             | Inici                  | Temporades |
| -------------------- | ---------------------- | ---------- |
| «Noticias #V»        | 16 de setembre de 2018 | 2          |
| «Documentales #V»    | 21 de març de 2019     | 2          |
| «Vamos en Juego»     | 16 de setembre de 2018 | 2          |
| «Vamos Sobre Ruedas» | 12 de març de 2019     | 2          |
| «Informe Robinson»   | 1 d’octubre de 2007    | 12         |
| «Universo Valdano»   | 15 de setembre de 2015 | 5          |
| «El Día Después»     | 8 d’octubre de 1990    | 20         |
| «El Tercer Tiempo»   | 17 de setembre de 2018 | 2          |
| «Generación NBA»     | 1 d’octubre de 2015    | 5          |
| «Bakalá»             | 16 de setembre de 2018 | 2          |